# Walther Stoeckenius
Walther Stoeckenius (* 3. Juli 1921 in Gießen; † 12. August 2013) war ein deutsch-amerikanischer Mediziner, Zellbiologe und Biophysiker an der University of California, San Francisco.

## Leben und Wirken
Walther Stoeckenius wurde 1921 in Gießen geboren. Im selben Jahr war ein Walt(h)er Stoeckenius (1887–1937) Assistent am pathologischen Institut der Universität Gießen, möglicherweise sein Vater. Walther Stoeckenius der Jüngere erwarb 1950 den Dr. med. an der Universität Hamburg, wo er auch als Medizinalassistent arbeitete. Als Postdoktorand arbeitete er am Tropeninstitut in Hamburg (später Bernhard-Nocht-Institut für Tropenmedizin), wo er Pockenviren mittels Elektronenmikroskop untersuchte. Ab 1954 hatte er eine Anstellung an der Universität Hamburg, ab 1958 als Privatdozent. (Formal war er bis 1986 Privatdozent für Allgemeine Pathologie und spezielle pathologische Anatomie an der Universität Hamburg.) Hier untersuchte er Zellmembranen und Zellorganellen mittels Elektronenmikroskopie.
1959 ging Stoeckenius zu Keith R. Porter, später zu George E. Palade an das Rockefeller Institute for Medical Research. Hier erhielt er auch eine erste Professur (Associate Professor), bevor er 1967 einen Ruf an die University of California, San Francisco (UCSF) annahm. Neben der Elektronenmikroskopie befasste er sich an der UCSF auch mit biochemischen Techniken. Stoeckenius ist vor allem für seine Arbeiten zu Bacteriorhodopsinen, ATPasen und lichtabhängigen Phosphoproteinen bekannt (unter anderem mit Dieter Oesterhelt, Efraim Racker und John Spudich), die in diese Zeit fallen.
Stoeckenius wurde 1978 in die National Academy of Sciences, 1985 in die American Academy of Arts and Sciences und 1987 in die American Association for the Advancement of Science gewählt. Er war Auswärtiges Wissenschaftliches Mitglied des Max-Planck-Instituts für Biophysik.
Mehr als zwanzig Jahre nach seiner letzten Veröffentlichung 2003 und mehr als zehn Jahre nach seinem Tod 2013 werden Stoeckenius’ Arbeiten noch regelmäßig zitiert. Laut Datenbank Scopus hat er (Stand Oktober 2023) einen h-Index von 49.